# Barking a Dagenham (londýnský obvod)
Barking a Dagenham (oficiální název - London Borough of Barking and Dagenham) je městským obvodem na východě Londýna je součástí Vnějšího Londýna.
Městský obvod obývají převážně dělníci a zahrnuje následující čtvrtě:
- Barking
- Becontree
- Becontree Heath
- Chadwell Heath
- Creekmouth
- Dagenham
- Rush Green

Většina obytných budov byla postavena v době činnosti Rady Londýnského hrabství v meziválečném období 1918–1939. Hlavní vlna osídlení tohoto území, především jako únik ze slumů v East Endu, vznikla poté, co významné automobilová a chemické firmy vybudovaly své závody v Dagenhamu. Poté, co v 80. letech došlo k poklesu průmyslové výroby, přesunula se zaměstnanost do sektoru služeb, jehož rozvoj byl vyvolán zvyšujícím se počtem příslušníků střední třídy.
Tato městská část hraničí s - Haveringem na východě; část hranice je tvořena řekou Rom – Newhamem na západě; většinu hranice vytváří řeka Roding; - s Bexley a Greenwichem na jihu s hranicí vedoucí řekou Temže. Na severu vytváří výběžek mezi Redbridge a Haveringem.
Tento londýnský obvod vznikl v roce 1965 z větší části oblastí Barking a Dagenham, které byly začleněny do Velkého Londýna z Essexu.

## Doprava
Doprava v tomto předměstí je zajišťována hlavně trasou londýnského metra District Line, která prochází oblastí od východu na západ se zastávkami – Barking, Upney, Becontree, Dagenham Heathway a Dagenham East. Barking má rovněž spojení prostřednictvím Hammersmith and City Line, c2c, one a Silverlink národní železnice. Železniční zastávky jsou také v Dagenham Dock a Chadwell Heath.
Jižní část obvodu hraničící s Temží je v dosahu části London Riverside dopravního systému Thames Gateway. V současné době se uvažuje o úpravě nových veřejných prostranství, obytných čtvrtí a rozvoji dopravní infrastruktury, včetně dalších stanic linky c2c, rozšíření DLR a vybudování Východolondýnského tranzitu (East London Transit).

## Vzdělání
Mezi vzdělávací instituce v tomto obvodě patří Barking College a All Saints School, a střední školy Dagenham a Roman Catholic